# Okręg wyborczy Mid and West Wales
Okręg wyborczy Mid and West Wales – jednomandatowy okręg wyborczy do Parlamentu Europejskiego (PE), istniejący w latach 1979-1999 i obejmujący, zgodnie z nazwą, środkową i zachodnią Walię. Powstał w 1979, przed pierwszymi bezpośrednimi wyborami do PE. W 1999 został zastąpiony przez nowy, wielomandatowy okręg do PE, obejmujący całą Walię. Przez cały czas swego istnienia był kontrolowany przez Partię Pracy. 

## Lista posłów
| okres urzędowania | poseł         | przynależność |
| ----------------- | ------------- | ------------- |
| 1979-1984         | Ann Clwyd     | Partia Pracy  |
| 1984-1989         | David Morris  | Partia Pracy  |
| 1989-1999         | Eluned Morgan | Partia Pracy  |

źródło: 